# Бассия веничная
Ба́ссия ве́ничная (лат. Bássia scopária) — вид однолетних растений рода Бассия из семейства Амарантовые (Amaranthaceae). Семена этого растения в России обычно продаются под названием «кохия».

## Ботаническое описание
Однолетнее растение, образующее овальный или пирамидный куст с мелкими, линейными, узкими и светло-зелеными листьями достигает в высоту 120 см.

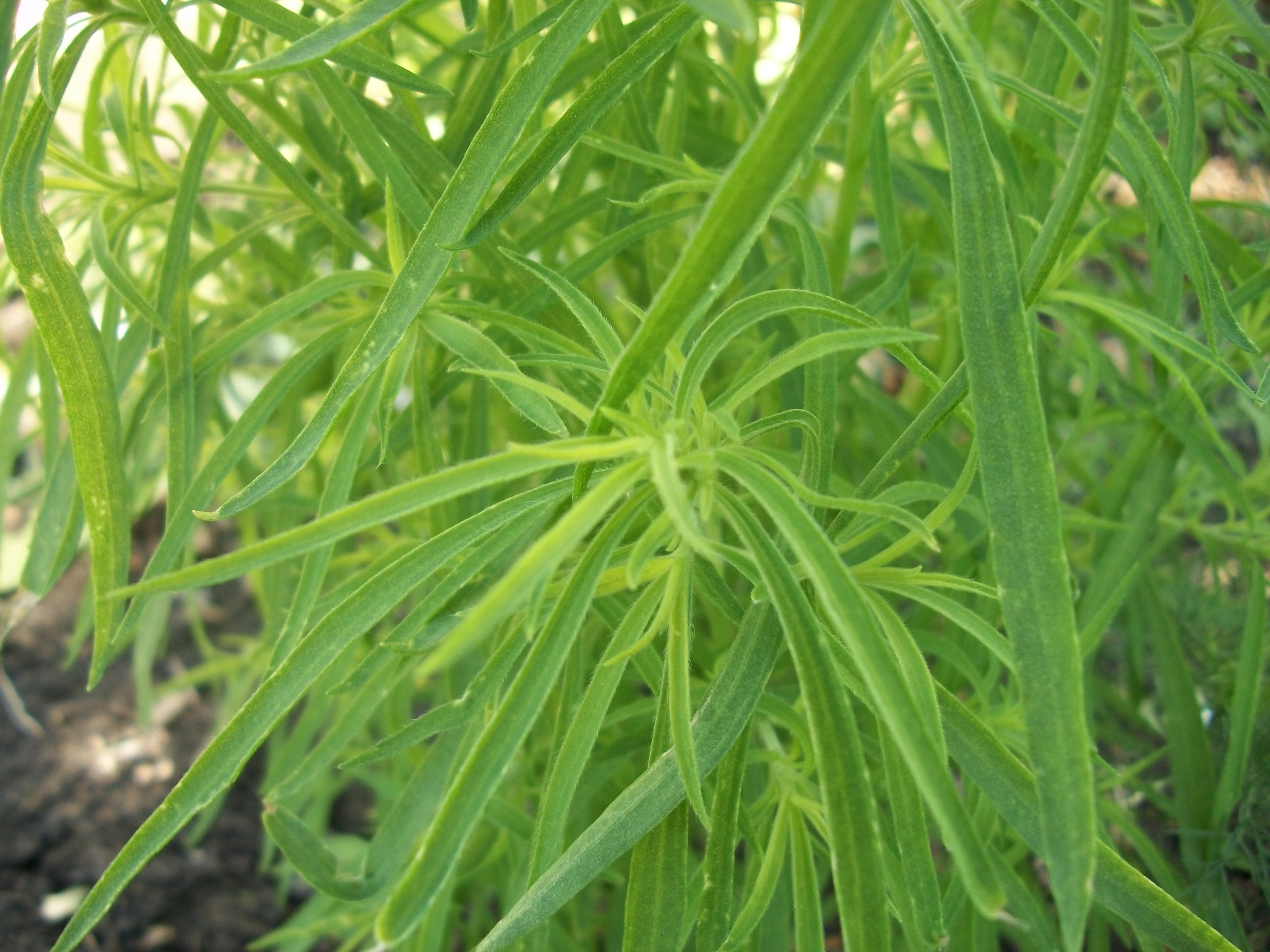
Листья крупным планом

Стебель густо облеплен листьями, краснеющими осенью.
Цветки невзрачные, образуют колосовидные или метельчатые соцветия. В качестве плода выступает односемянный орешек. Семена мелкие, в 1 грамме содержится около 1500 штук, сохраняют всхожесть до 2 лет. Растение обладает хорошим самосевом.

## Выращивание
Растение прекрасно растет на плодородных и хорошо дренированных почвах. Несмотря на то, что растение светолюбиво, оно достаточно хорошо переносит полутень.
В конце марта или начале апреля высевают семена, вдавливая их в грунт. Засыпать землей семена не следует, так как им нужно много света. Далее пикируют рассаду по одному растению в небольшие горшки диаметром до 10 см и помещают в парник. Когда установится плюсовая температура, высаживают в открытый грунт на расстоянии около 50 см друг от друга.
Во время роста необходимо рыхлить и пропалывать землю вокруг растений, а также осуществлять своевременный полив, особенно в сухую погоду. Через 1—2 недели после высадки необходимо подкормить растения минеральными удобрениями. Примерно через месяц, а также после стрижки рекомендуется повторить подкормку.
Любит свободное пространство, поэтому при попытке выращивать в домашних условиях, в горшках, может рано зацвести невзрачными цветками и окраситься в красный оттенок.

## Применение
Применяется в декоративном оформлении изгородей, бордюров и каменистых садов, хорошо переносит стрижку. Из растения делают веники.
В сельском хозяйстве может применяться как кормовое растение, обладает высокими питательными свойствами и устойчивой урожайностью.